# Galumna lanceata
Galumna lanceata är en kvalsterart som först beskrevs av Oudemans 1900.  Galumna lanceata ingår i släktet Galumna och familjen Galumnidae. Inga underarter finns listade i Catalogue of Life.